# Svartlidtjärnen (Lycksele socken, Lappland, 718555-158897)
Svartlidtjärnen är en sjö i Lycksele kommun i Lappland och ingår i Umeälvens huvudavrinningsområde. Sjön har en area på 0,0425 kvadratkilometer och ligger 469,2 meter över havet.

## Delavrinningsområde
Svartlidtjärnen ingår i det delavrinningsområde (718837-158746) som SMHI kallar för Ovan 718923-158880. Medelhöjden är 462 meter över havet och ytan är 15,66 kvadratkilometer. Räknas de 15 avrinningsområdena uppströms in blir den ackumulerade arean 267,38 kvadratkilometer. Paubäcken som avvattnar avrinningsområdet har biflödesordning 2, vilket innebär att vattnet flödar genom totalt 2 vattendrag innan det når havet efter 229 kilometer. Avrinningsområdet består mestadels av skog (61 procent) och sankmarker (19 procent). Avrinningsområdet har 0,03 kvadratkilometer vattenytor vilket ger det en sjöprocent på 0,2 procent.